# Phó Giới Tử
Phó Giới Tử (tiếng Trung: 傅介子; bính âm: Fu Jiezi; Wade–Giles: Fu Chieh-tzu, ? – 65 TCN), người Nghĩa Cừ, Bắc Địa , sứ giả nhà Tây Hán. Ông đã từng 2 lần đi sứ Tây Vực, giết chết Lâu Lan vương, lưu danh hậu thế.

## Sự nghiệp
Phó Giới Tử nhờ tòng quân mà được quan chức. Thời Chiêu đế, Quy Từ, Lâu Lan giết sứ giả nhà Hán, cắt đứt con đường tơ lụa. Trong những năm Nguyên Phượng (80 TCN – 75 TCN), Giới Tử làm Tuấn mã giám, xin đi sứ Đại Uyển, nhân đó ban chiếu trách tội Quy Từ, Lâu Lan. Ông đến Lâu Lan, vương tạ tội, cho biết sứ giả Hung Nô đang trên đường đến Ô Tôn, có đi qua Quy Từ. Giới Tử đến Quy Từ, vương cũng tạ tội. Ông từ Đại Uyển trở về Quy Từ, biết sứ giả Hung Nô đang ở đấy, bèn dẫn bộ hạ đến giết hắn ta. Trở về tâu lại, có chiếu bái Giới Tử làm Trung lang, thăng làm Bình nhạc giám.
Năm 78 TCN, Giới Tử xin đi sứ Lâu Lan, Quy Từ, đại tướng quân Hoắc Quang đồng ý. Năm sau, ông mang theo binh sĩ và các thứ tiền, vàng, mượn danh nghĩa ban thưởng, đến Lâu Lan. Lâu Lan vương An Quy (安歸) nguyên là con tin ở Hung Nô, nên không có ý gần gũi Giới Tử. Ông giả cách bỏ đi, đến biên giới phía tây, bày tiền vàng ra cho dịch quán xem. An Quy biết tin, ham của báu, đến gặp sứ giả. Giới Tử cùng ngồi uống rượu với ông ta, vờ muốn nói chuyện riêng. An Quy bèn theo ông vào lều, tráng sĩ theo sau đâm chết ông ta. Bộ hạ của An Quy tan chạy. Giới Tử cáo dụ người Lâu Lan, tuyên bố sẽ lập con tin Lâu Lan đang ở Hán làm vương, không ai dám chống lại. Sau khi về triều, được phong Nghĩa Dương hầu, thực ấp 700 hộ; hai tráng sĩ thích sát An Quy đều được bổ làm Thị lang. Nhà Hán lập Úy Đồ Kỳ (尉屠耆) làm Lâu Lan vương.

## Đánh giá
Phó Giới Tử xông pha Tây Vực, lập được kỳ công, được muôn đời sau ngưỡng mộ. Người Trung Quốc khi nhắc đến Con đường tơ lụa, không thể không nhắc đến trước là Trương Khiên, sau là Phó Giới Tử. Ban Siêu ném bút tòng quân, chính là muốn học theo 2 bậc tiền nhân này.

## Hậu sự
Phó Giới Tử được phong tước Nghĩa Dương hầu (義陽侯). Năm 65 TCN, Giới Tử chết, con trai Phó Sưởng (傅敞) phạm tội, không được thừa kế, xóa bỏ phong quốc.
Trong những năm Nguyên Thủy (1 CN - 5 CN), chắt của Phó Giới Tử là Phó Trường (傅長) được nối tước Nghĩa Dương hầu. Đến khi Vương Mãng soán ngôi thì bị hủy.
Các đại thần Tào Ngụy Phó Tốn, Phó Hỗ là hậu duệ của Phó Giới Tử, thành lập nên môn phiệt Bắc Địa Phó thị.